# Presence (STUTS & 松たか子 with 3exesのアルバム)
『Presence』（プレゼンス）は、2021年6月23日に発売されたSTUTS & 松たか子 with 3exesのアルバムである。
カンテレ・フジテレビ系連続ドラマ『大豆田とわ子と三人の元夫』の主題歌を収録したアルバム。このドラマのエンディングは収録曲全曲のトラック制作およびプロデュースを担当したSTUTSによる「Presence」のトラックをベースに毎週異なったものが制作され、毎回異なるラッパーがエンディングに参加していた。本作は実際にオンエアされた主題歌5曲に加え、主題歌に参加したKID FRESINO、BIM、NENE（ゆるふわギャング）、Daichi Yamamoto、T-Pablow（BAD HOP）の5人全員が参加した「Presence Remix」、butajiをフィーチャーした「Presence Reprise」、STUTSによるインスト曲など全10曲を収録している。
同ドラマの主人公・大豆田とわ子役の松たか子が主題歌「Presence」のメインボーカルを担当しており、とわ子の元夫役を務めた岡田将生、角田晃広、松田龍平の3人が3exesの名義でコーラスとして参加している。また、本作のリリース日である6月23日はSTUTSの誕生日である。

## 背景と制作
STUTSがドラマ『大豆田とわ子と三人の元夫』の主題歌を手掛けるきっかけとなったのは、エンディング曲のプロデュースを手がけた藤井健太郎からの依頼を受けたことである。2020年の12月中旬に番組プロデューサーの佐野亜裕美や藤井とミーティングが行われ、毎週参加するラッパーが変わることや、ドラマの主役を務める松たか子をボーカルに起用する発想が浮かんでいったという。参加するラッパーを各話ごとに変え10人が参加するなどの構造や、1話ごと全く別のトラックを作ろうという考えもあった。坂東祐大が手掛けた劇伴のサンプリングも行っている。
主題歌のトラックは先述の通り共通したものが使われているが、各曲のラップに合わせてトラックに手を加えている。松たか子の歌唱パートのメロディと歌詞はシンガーソングライターのbutajiとSTUTSの共作である。

## 評価と受賞
- 音楽ライターの宮崎敬太は、本楽曲において音楽面で重要なのは「松たか子が歌うサビとブリッジ」だとし、「このパートがあったからこそ、「Presence」は音楽的にオリジナリティーが高く、かつプライムタイムに放送されるドラマの主題歌としての機能も備えた楽曲になったのだ」と述べた[15]。
- 音楽プロデューサーの松尾潔は、松たか子の歌唱について「デビュー時よりも中低音部の響きの豊かさが増しているのも、昨今のヒップホップやR&Bのリズムからの影響が顕著なポップミュージックの世界的な潮流とも相性が良い」とし、また本楽曲「Presence…」はR&Bの色合いが強いが、松のボーカルはR&Bやゴスペル的な歌唱とは一線を画しており、それが担保となり"マニアックではない、開かれたポップミュージック"になっているとしている[16]。
- 2022年1月16日放送のテレビ朝日系『関ジャム 完全燃SHOW』「プロが選ぶ2021年の年間マイベスト10曲」にて、蔦谷好位置は本アルバムの全作品を「2021年マイベスト」の第4位に選出。「最前線のヒップホッププロデューサーとラッパー陣が出演俳優に競演したバージョンを週替わりでエンディングに放送するという、2021年最高のメディアミックス作品」とコメントした。またYaffleも「Presence Remix」を自身の第4位に挙げ、「プロジェクトの背景も含め、これまでのヒップホップイメージを覆した楽曲」と評し、「ギミックやテクスチャーで引き付けようという邪念を感じさせず、曲全体の流れで自分のサウンドを表現するところも良いなと思います」と述べた[17]。

### 受賞
- 「Presence I」を対象として、第108回ザテレビジョンドラマアカデミー賞ドラマソング賞を受賞[18]。
- 東京ドラマアウォード2021にて主題歌賞を受賞[19]。

## ミュージック・ビデオ
「Presence I (feat. KID FRESINO)」、「Presence Remix feat. T-Pablow, Daichi Yamamoto, NENE, BIM, KID FRESINO」のミュージック・ビデオが制作され、YouTubeに公開された。これらのミュージック・ビデオはドラマのエンディング同様、Yudai Maruyama、Yohei Hagaが監督を務めている。

## 収録曲
| #         | タイトル                                                                     | 作詞                                                      | 作曲          | 編曲      | 時間  |
| --------- | ---------------------------------------------------------------------------- | --------------------------------------------------------- | ------------- | --------- | ----- |
| 1.        | 「Presence I (feat. KID FRESINO)」                                           | KID FRESINO, butaji                                       | STUTS, butaji |           | 4:10  |
| 2.        | 「Presence II (feat. BIM, 岡田将生)」                                        | BIM, butaji                                               | STUTS, butaji |           | 4:10  |
| 3.        | 「Presence III (feat. NENE, 角田晃広)」                                      | NENE, butaji                                              | STUTS, butaji |           | 4:11  |
| 4.        | 「Best Party of My Life」                                                    |                                                           | STUTS         |           | 1:16  |
| 5.        | 「Presence IV (feat. Daichi Yamamoto, 松田龍平)」                            | Daichi Yamamoto, butaji                                   | STUTS, butaji |           | 4:10  |
| 6.        | 「Presence V (feat. T-Pablow)」                                              | T-Pablow, butaji                                          | STUTS, butaji |           | 4:11  |
| 7.        | 「Presence Remix (feat. T-Pablow, Daichi Yamamoto, NENE, BIM, KID FRESINO)」 | T-Pablow, Daichi Yamamoto, NENE, BIM, KID FRESINO, butaji | STUTS, butaji |           | 4:52  |
| 8.        | 「Shapes」                                                                   |                                                           | STUTS         |           | 1:40  |
| 9.        | 「Presence Reprise (feat. butaji)」                                          | butaji                                                    | STUTS, butaji |           | 4:42  |
| 10.       | 「Presence (instrumental)」                                                  |                                                           | STUTS         |           | 4:10  |
| 合計時間: | 合計時間:                                                                    | 合計時間:                                                 | 合計時間:     | 合計時間: | 37:32 |

## チャート一覧
| 曲名         | Hot 100 | ダウン ロード | ストリー ミング | ラジオ | You Tube |
| ------------ | ------- | ------------- | --------------- | ------ | -------- |
| Presence I   | 40      | 6             | -               | 40     | 44       |
| Presence II  | 80      | 22            | -               | 48     | 91       |
| Presence III | -       | 27            | -               | -      | 37       |
| Presence IV  | -       | 30            | -               | -      | -        |
| Presence V   | -       | 31            | -               | 52     | 93       |